# Otto René Castillo
Otto René Castillo (Quezaltenango, 25 d'abril de 1936– 23 de març de 1967) va ser un poeta, activista i combatent guerriller guatemalenc.

## Biografia
Es va graduar de batxillerat el 1953 a l'Institut Nacional Central, on pertanyia a l'agrupació estudiantil Aliança de la Joventut Democràtica que treballava amb la República Escolar Normalista de l'Escola Normal per a Homes com a forma d'autogovern que alenava les escoles públiques durant el govern de Jacobo Árbenz. També estava afiliat al Partit Guatemalenc del Treball (PGT).
El 1954, a causa de la seva oposició al cop d'estat contra el govern d'Árbenz, va exiliar-se a El Salvador on va treballar en diversos oficis. Va tornar al seu país quatre anys després i va estudiar Dret a la Universitat de San Carlos de Guatemala. Després d'un any de notable desenvolupament acadèmic, va partir cap a la República Democràtica Alemanya on va obtenir una beca per a estudiar lletres, la qual va abandonar per integrar-se a un grup de cineastes que filmaven els aixecaments populars de l'època.
Una vegada més va retornar a Guatemala el 1964, però novament va exiliar-se l'any següent. No obstant això, organitzacions polítiques el nomenaren representant del seu país en el Comitè Organitzador del Festival Mundial de la Joventut i va tenir l'oportunitat de viatjar per diferents països del món.

## Assassinat
El 1966 va tornar a Guatemala i va integrar la guerrilla de les Forces Armades Rebels. Negant-se a romandre en un refugi a la Ciutat de Guatemala, va estar amb els combatents a la Serra de les Mines on es dedicà a preparar obres de teatre que els combatents representaven davant dels camperols de la zona per a fer-los arribar el missatge de la guerrilla. Així mateix, atès que les forces guerrilleres d'aleshores estaven integrades per joves rebels, molts dels quals provenien de les files de l'exèrcit i altres eren estudiants de secundària o de la Universitat Nacional més dos professionals (un economista i un antropòleg), aquestes mancaven de formació ideològica, fet pel qual quan Castillo va ingressar a les files del moviment li van assignar la formació dels combatents en els conceptes teòrics del marxisme.[
Després d'un combat amb l'exèrcit va ser ferit i capturat per les forces governamentals a la Serra de les Mines juntament amb la guerrillera Nora Paiz. Ambdós foren cremats vius el 17 de març de 1967. D'aquell enfrontament només va sobreviure el guerriller guatemalenc Pablo Monsanto. En ser capturat, Castillo va ser conduït a la base militar de Zacapa i torturat brutalment per un capità de l'exèrcit guatemalenc. La tortura durà cinc dies i després va morir cruelment cremat viu al costat d'altres tretze col·laboradors de la insurrecció.

## Obres
El seu poema més recordat es titula «Vámonos patria a caminar, yo te acompaño». Segons Roque Dalton:
Des d'un moment determinat de la seva vida literària i política, és un exemple ascendent de ruptura amb els diversos nivells de la tradició. Primerament havia introduït en la poesia i en la visió politicocultural un nou enfocament del tema sovint enfrontat: el de l'indígena explotat. En una zona tan profundament marcada, el seu plantejament en aquest terreny involucrava l'examen total de les nostres nacionalitats a partir de les arrels culturals ancestrals, i va arribar a ser-ne un dels principals impulsors.  

## L'Estat guatemalenc demana perdó a la família de Castillo
El president de Guatemala, Álvaro Colom, va demanar perdó a la família del poeta guatemalenc pel seu brutal i salvatge assassinat en mans d'agents de l'Estat perpetrat el 1967 al departament de Zacapa, a l'est del país. En una cerimònia especial realitzada al Palau Nacional de Cultura, Colom, en representació de l'Estat guatemalenc, va lamentar el dany ocasionat a la família del poeta, a les lletres del país i a la societat en general.